# Euforia (film)
Pour les articles homonymes, voir Euforia.
Pour plus de détails, voir Fiche technique et Distribution.
Euforia est un film italien réalisé par Valeria Golino, sorti en 2018.
Il est présenté dans la sélection Un certain regard du festival de Cannes 2018.

## Synopsis
Matteo et Ettore sont deux frères ainsi que deux hommes extrêmement différents ; le premier est un entrepreneur charismatique, ouvertement homosexuel, alors que le second est un homme tranquille qui vit toujours dans la petite ville de province où tous deux sont nés et ont grandi. La découverte de la maladie d'Ettore permet aux deux frères de se retrouver et de vraiment se connaître.

## Fiche technique
- Titre français : Euforia
- Réalisation : Valeria Golino
- Scénario : Valeria Golino, Francesca Marciano, Valia Santella et Walter Siti
- Photographie : Gergely Pohárnok
- Musique : Nicola Tescari
- Pays d'origine :  Italie
- Genre : drame
- Dates de sortie :
  - France : 15 mai 2018 (Un certain regard - festival de Cannes 2018), 20 février 2019 (en salles)
  - Italie : 25 octobre 2018

## Distribution
- Riccardo Scamarcio : Matteo
- Valerio Mastandrea : Ettore
- Isabella Ferrari : Michela
- Valentina Cervi : Tatiana
- Jasmine Trinca : Elena